# Leuilly-sous-Coucy
Leuilly-sous-Coucy település Franciaországban, Aisne megyében. Lakosainak száma 445 fő (2022. január 1.). Leuilly-sous-Coucy Crécy-au-Mont, Jumencourt, Juvigny, Landricourt, Terny-Sorny és Vauxaillon községekkel határos.

## Népesség
A település népességének változása:
| Lakosok száma | 414  | 405  | 415  | 420  | 395  | 402  | 420  | 422  | 426  | 445  |
|               | 1968 | 1982 | 1990 | 2006 | 2013 | 2015 | 2017 | 2019 | 2020 | 2022 |